# Backspiere
Eine Backspiere dient zum Festmachen der Boote an Schiffen, die auf Reede vor Anker liegen.
Die an der Bootsleine festgemachten Boote liegen im Windschatten des Schiffes und damit verhältnismäßig ruhig. 
Die Backspiere wird in horizontaler Richtung durch den Toppnant gehalten, die seitliche Abspannung erfolgt durch das Vor- und das Achtergei. Das etwa einen Meter über der Backspiere gespannte Tau (Streckbein) dient zum Festhalten beim Begehen der Spiere. Zum Boot gelangt man schließlich über die Jakobsleiter.